# Tilly Koenen
Mathilde Caroline (Tilly) Koenen (Nederlands-Indië, Salatiga, 25 december 1873 – Den Haag, 4 januari 1941) was een Nederlandse alt.

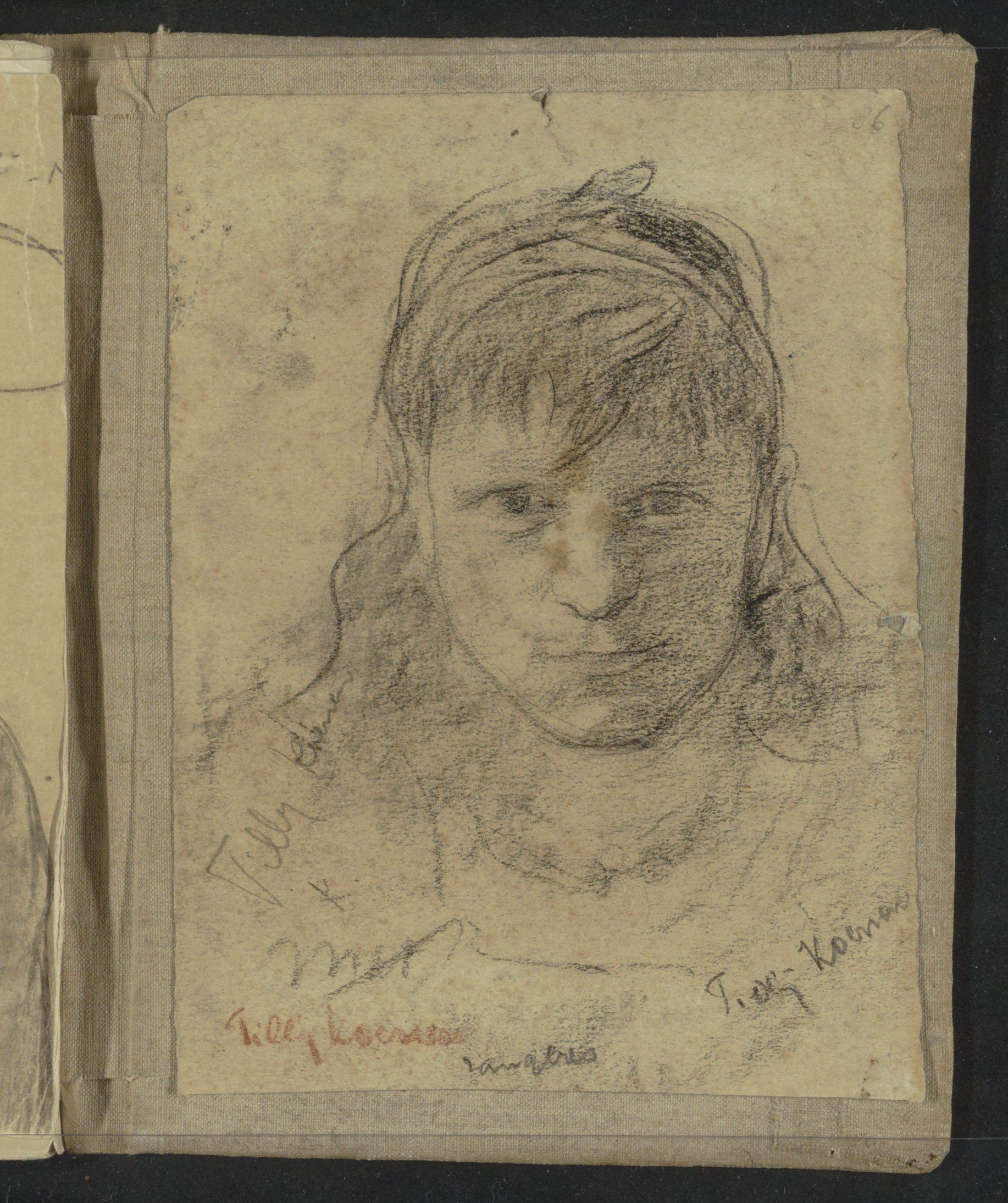
Een jonge Koenen, getekend door Floris Arntzenius, c. 1883

Ze was dochter van een cavalerie-officier Augustinus Koenen en Albertine Françoise van Thielen. Hij was in Nederlands-Indië gelegerd, maar keerde met gezin terug naar Apeldoorn en overleed in 1883. Koenen kreeg er pianolessen, waarbij bleek dat ze groot talent had; op haar achttiende was ze gediplomeerd pianiste. Tijdens die lessen bleek ook dat zij een voornamer instrument tot haar beschikking had; een zangstem. Ze kreeg daar verder les in door Elisabeth van Haften en via het Conservatorium van Amsterdam waar ze les kreeg van Cornelie van Zanten. Die zei over haar student "Dat is eene stem, slechts eens in de honderd jaar geboren wordt". Koenen vertrok samen met Van Zanten naar Berlijn.
Haar debuutconcert vond plaats op 24 mei 1897 onder leiding van Fred. J. Roeske in het gebouw der Maatschappij voor den Werkenden Stand. In najaar 1898 maakte ze haar Berlijns debuut. Daarna trok ze de wereld over naar onder andere Londen (30 mei 1899, een concert met werken van Frederick Delius). Ze ondernam concertreizen tot in de Verenigde Staten aan toe, zong in Wenen onder leiding van Bruno Walter (1913) en trad wel op met Gustav Mahler. Vanwege een drukke concertagenda moest ze ook wel concertreizen afzeggen zoals een naar Noorwegen en Zweden. Een verzoek om in 1900 op te treden tijdens de Bayreuther Festspiele in Richard Wagners Das Rheingold sloeg ze af; ze vond zichzelf geen operazangeres. Ze zong tussen 1897 en 1917 twaalf keer met het Concertgebouworkest onder leiding van dirigenten als Daniël de Lange, Willem Robert, Willem Mengelberg en Willem Kes.
In de jaren dertig van de 20e eeuw kwam haar loopbaan in rustiger vaarwater; berichten in de Nederlandse pers werden schaars. Ze zou ook enige tijd in Londen gewoond hebben; keerde in 1939 terug naar Nederland. Ze is docent van Theodora Versteegh.
Ze werd door koningin Wilhelmina der Nederlanden in 1905 onderscheiden met de zilveren Eremedaille voor Kunst en Wetenschap, vermoedelijk de eerste vrouw die deze onderscheiding kreeg. Felix Weingartner droeg zijn Japanische Lieder opus 75 uit 1908 aan Fraulein Tilly Koenen op. De laatste jaren woonde ze bij haar lerares Cornelie van Zanten aan het Haagse Anna Paulownaplein 5. Ze werd gecremeerd op Westerveld. Oegstgeest kent een Tilly Koenenlaan. Haar stem is bewaard gebleven via een beperkt aantal opnamen.
Ze was ook begenadigd tekenares.
- Gemeinsame Normdatei: 116288426
- International Standard Name Identifier: 0000 0000 2054 8373
- Nederlandse Thesaurus van Auteursnamen: 070097283
- Virtual International Authority File: 17970145
- WorldCat: E39PBJhmPBRVWVFvKvyKcj8Bfq